# Hornberg (Breisgau)
Der Hornberg ist ein kleiner Berg im nördlichen Breisgau in Baden-Württemberg, Deutschland. Es ist ein Ausläufer des Schwarzwaldes, der als Kamm in nord-südlicher Richtung zwischen den Dörfern Windenreute, Kollmarsreute und Sexau in der Oberrheinebene verläuft. Auf seinem nördlichen Ende befindet sich die Hochburg, eine der größten Festungen in Südbaden. An seinem höchsten Punkt erreicht der Hornberg fast 357 Meter.